# Universität Guyana
Die  Universität Guyana (UG) (University of Guyana) öffnete ihre Türen am 2. Oktober 1963 in Georgetown. Damals wurde die Universität in Abendkursen besucht. Sie hatte im ersten Jahr 164 Studenten in drei Fakultäten: Geisteswissenschaften, Naturwissenschaften und Sozialwissenschaften.

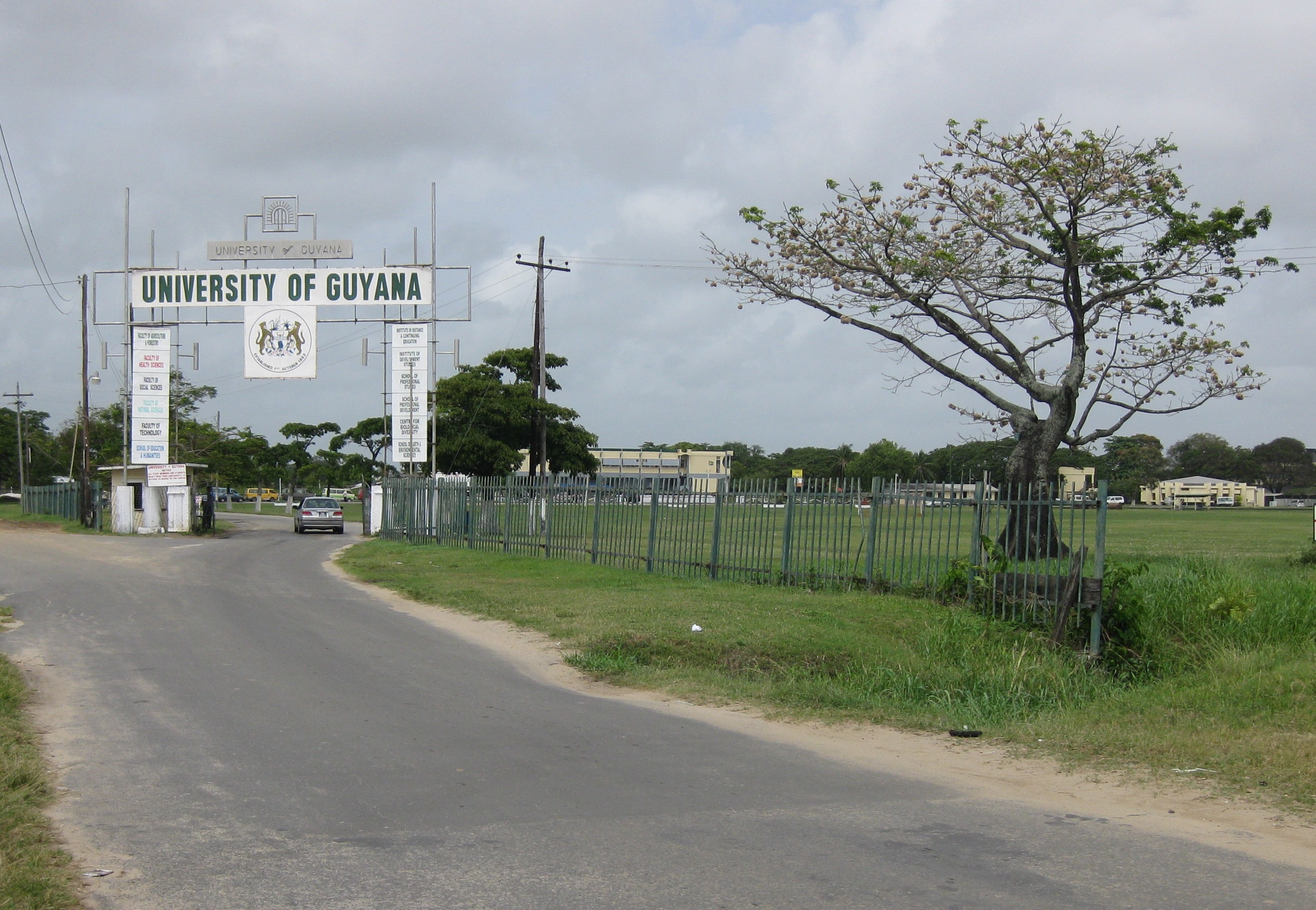
University of Guyana (Einfahrt)

Seitdem wurde die Universität vergrößert. Am 27. Mai 1994 wurde ein Studentenheim mit 40 Zimmern angebaut, damit Studenten aus der Umgebung von Guyana hier Platz zum Lernen und Schlafen haben. Ein zweites und drittes Studentenheim kamen dazu um weiteren 46 Studenten Platz zu bieten. Die Uni ist untergliedert in Turkeyen Campus und Tain Campus.
In der UG sind mittlerweile etwa 5000 Studenten angemeldet in den Gebieten Agrikultur, Kunst, Pädagogik, Naturwissenschaft, Medizin, Sozialwissenschaft und Technik.

## Bekannte Absolventen
- Carolyn Rodrigues (* 1973), guyanische Politikerin
- Denis Williams (1923–1998), guyanischer Maler
- Mahadai Das (1954–2003), guyanische Schriftstellerin
- Odeen Ishmael (* 1948), guyanischer Botschafter und Politiker

## Bekannte Dozenten
- Derek Bickerton (1926–2018), US-amerikanischer Linguist
- Lancelot Hogben (1895–1975), englischer Zoologe, Genetiker, Statistiker und Schriftsteller

## Mitarbeiter
- Shridath Ramphal (1928–2024), Kanzler der Universität